# 카리마타 제도

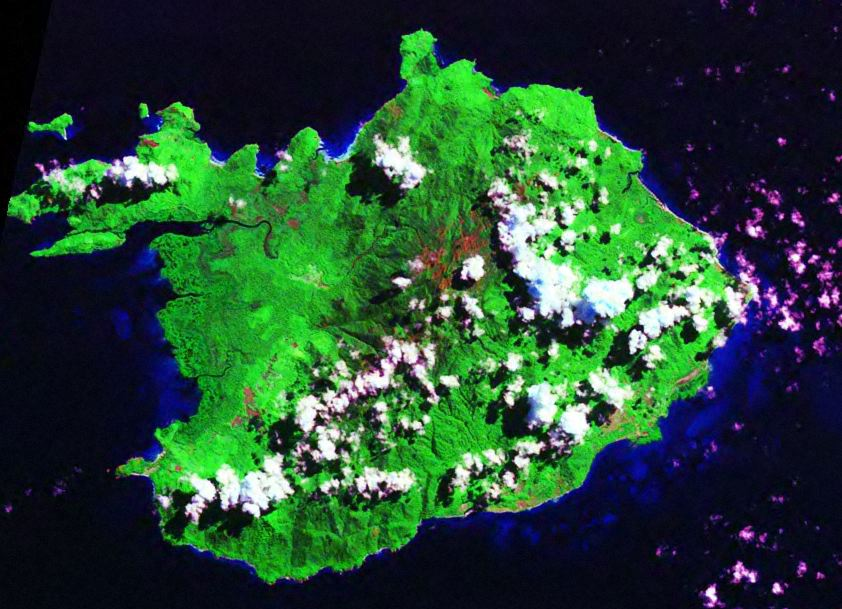
카리마타섬(Karimata Island)

카리마타 제도(Karimata Islands)는 인도네시아(Indonesia) 보르네오섬(Borneo) 서안에 위치한 작은 섬들이다. 가장 큰 섬은 풀라우 카리마타(Pulau Karimata)로, 동서로 약 20km에 해당한다. 인도네시아 서칼리만탄주(West Kalimantan province) 카용 우타라군(Kayong Utara Regency)의 일부분이다. 카리마타는 맹그로브와 저지대 열대우림에서 해발 고도 약 1000m의 산 정상의 산지 관목지대(montane shrubland)까지 이를 정도로 생태계가 복잡하고 다양하다.(마세너헤붕 효과(Massenerhebung effect)의 특별 사례). 산은 화강암으로 이뤄졌다. 개체수가 상당한 동굴금사연(cave swiftlet)은 역사적으로 제비집 수프를 만드는데 필요한 새집의 제공처였지만 최근에는 주요 땅에서 온 외지 수집가들이 과잉 수확화면서 절멸(extirpation) 수준까지 하강하였다. 연안에는 작은 도시들이 많으며, 카리마타섬 동단에는 파당(Padang)이 최대 도시이다. 섬은 심각한 말라리아 문제를 가진 칼리만탄섬 서안의 주민들에 의해 유명해졌다.
네덜란드인이 수 차례 방문하였고, 최근에는 생물학자의 방문이 최소 2번 있었다. 섬은 인도네시아 정부가 자연환경보호구역으로 지정되었지만 정부는 섬을 관리하지 않는다. 거대 관광 발전에 관한 계획과 풍설이 있다.